# 1944年の日本公開映画
- 映画 > 映画の一覧 > 年度別日本公開映画 > 1944年の日本公開映画
- 映画 > 1944年の映画 > 1944年の日本公開映画

1944年の日本公開映画（1944ねんのにほんこうかいえいが）では、1944年（昭和19年）1月1日から同年12月31日までに日本で商業公開された映画の一覧を記載。作品名の右の丸括弧内は製作国を示す。
記載の凡例については年度別日本公開映画#凡例を参照

## 作品一覧

### 1月
- 勲功十字章（ドイツ）
- 母の瞳（ドイツ）
- 3日
  - おばあさん（日本）
  - 剣風練兵館（日本）
- 14日
  - 韋駄天街道（日本）

### 2月
- 10日
  - あの旗を撃て コレヒドールの最後（日本）
  - 天狗倒し（日本）

### 3月
- 偉大なる王者（ドイツ）
- 9日
  - 加藤隼戦闘隊（日本）
- 30日
  - 土俵祭（日本）[1]

### 4月
- 13日
  - 一番美しく（日本）

### 5月
- 11日
  - 国際密輸団（日本）
  - 芝居道（日本）
- 25日
  - 怒りの海（日本）

### 6月
- 8日
  - 歓呼の町（日本）
- 22日
  - 高田馬場前後（日本）
  - 団十郎三代（日本）

### 7月
- リュッツォ爆撃隊（ドイツ）
- 6日
  - 三尺左吾平（日本）

### 8月
- 10日
  - 萬世流芳（中国）
- 17日
  - 五重塔（日本）

### 9月
- 帰郷（ドイツ）
- 28日
  - 肉弾挺身隊（日本）
  - 四つの結婚（日本）

### 10月
- 維納物語（オーストリア）
- 19日
  - 謀略戦線（ドイツ）
- 26日
  - 野戦軍楽隊（日本）

### 11月
- 8日
  - かくて神風は吹く（日本）

### 12月
- 7日
  - 雷撃隊出動（日本）
  - 陸軍（日本）
- 28日
  - 狼火は上海に揚る（日本、中国）
  - 宮本武蔵（日本）